# Antena 1 (Rumänien)
Antena 1 ist ein rumänischer Privatfernsehsender.

## Geschichte
Nach der Rumänischen Revolution 1989 gab es zunächst zwei Fernsehsender im Land. Dann wurde ein duales System mit öffentlich-rechtlichen und privaten Sendern geschaffen, so dass die Zahl der Fernsehsender bis 1996 auf 53 stieg. Zu den ersten privaten landesweiten Sendern gehörte Antena 1, das 1993 als Regionalsender für Bukarest und Umgebung gegründet wurde. 2017 war Antena 1 mit im Schnitt 475.000 Zuschauern täglich auf Platz 2 der Zuschauergunst in Rumänien hinter Pro TV.
Antena 1 gehört zur Societatea Antena TV Group S.A., deren Aktienmehrheit von Camelia-Rodica und Corina-Mirela Voiculescu gehalten wird, den Töchtern des Unternehmers und Politikers Dan Voiculescu.

## Programm
Antena 1 ist ein Sender mit Vollprogramm. Populär sind vor allem Unterhaltungssendungen wie Neatza cu Răzvan și Dani, oder Mireasa (mit Simona Gherghe). Die boulevardlastigen Nachrichten werden täglich um 6:00, 12:00, 17:00 und 19:00 Uhr ausgestrahlt.